# Oerstedia roscoviensis
Oerstedia roscoviensis är en djurart som tillhör fylumet slemmaskar, och som beskrevs av Oxner 1907. Oerstedia roscoviensis ingår i släktet Oerstedia och familjen Oerstediidae. Inga underarter finns listade i Catalogue of Life.